# Clyde (Kansas)
Clyde é uma cidade localizada no estado americano de Kansas, no Condado de Cloud.

## Demografia
Segundo o censo americano de 2000, a sua população era de 740 habitantes.
Em 2006, foi estimada uma população de 696, um decréscimo de 44 (-5.9%).

## Geografia
De acordo com o United States Census Bureau tem uma área de
1,7 km², dos quais 1,7 km² cobertos por terra e 0,0 km² cobertos por água. Clyde localiza-se a aproximadamente 419 m acima do nível do mar.

## Localidades na vizinhança
O diagrama seguinte representa as localidades num raio de 24 km ao redor de Clyde.